# Elias Ayuban

Bischofswappen von Elias Ayuban

Elias Lumayog Ayuban CMF (* 1. Januar 1968 in Parang) ist ein philippinischer römisch-katholischer Ordensgeistlicher und Bischof von Cubao.

## Leben
Elias Ayuban besuchte von 1975 bis 1981 die Central Elementary School in Loay und von 1981 bis 1985 die Holy Trinity Academy. Anschließend trat er der Ordensgemeinschaft der Claretiner bei und legte am 5. Mai 1991 in Zamboanga City die zeitliche Profess ab. Von 1985 bis 1989 studierte er Philosophie am St. Anthony Mary Claret College of Philosophy und von 1991 bis 1996 Katholische Theologie an der Loyola School of Theology der Ateneo de Manila University in Quezon City. Er legte am 16. Juli 1995 die ewige Profess ab und empfing am 9. März 1996 in Quezon City das Sakrament der Priesterweihe.
Nach der Priesterweihe war Ayuban zunächst als Pfarrer der Pfarrei Risen Christ in Tungawan tätig. Im Jahr 2000 wurde er für weiterführende Studien nach Rom entsandt, wo er 2003 an der Päpstlichen Lateranuniversität bei Domingo Andrés Gutiérrez CMF mit der Arbeit The provincial superior in the proper law of the claretian missionaries in the light of the universal law with special reference to the 1924 and 1986 cmf constitution („Der Provinzobere im Eigenrecht der claretinischen Missionare im Lichte des allgemeinen Rechts unter besonderer Berücksichtigung der Konstitutionen der Claretiner von 1924 und 1986“) im Fach Kanonisches Recht promoviert wurde. Anschließend kehrte Ayuban in seine Heimat zurück, wo er von 2004 bis 2008 als Rektor des Claret Theology House in Quezon City fungierte. Danach war er von 2009 bis 2010 lokaler Superior, bevor er Rektor des Saint Anthony Mary Claret College sowie Präfekt für die Ausbildung in der philippinischen Ordensprovinz der Claretiner und Mitglied des Provinzialrats wurde. Darüber hinaus lehrte er von 2004 bis 2011 Kanonisches Recht an der Päpstlichen und Königlichen Universität des heiligen Thomas von Aquin in Manila und von 2008 bis 2010 auch am Institute for Consecrated Life in Asia in Quezon City sowie an der Maryhill School of Theology und an der Recoletos School of Theology. Außerdem war er von 2002 bis 2008 Richter am Kirchengericht des Bistums Novaliches und von 2005 bis 2011 Präsident der Kommission für das geweihte Leben bei der Canon Law Society of the Philippines. Ayuban wirkte von 2011 bis 2018 als Hausvikar und von 2012 bis 2019 auch als Mitglied des Institutum Iuridicum Claretianum in Rom. Von 2013 bis 2019 fungierte er zusätzlich als Superior der Kommunität der an diesem Institut tätigen Claretiner. Zudem war er von 2012 bis 2019 an der Kongregation für die Institute des geweihten Lebens und für die Gemeinschaften des apostolischen Lebens tätig. Ab 2019 war Ayuban Provinzial der philippinischen Ordensprovinz der Claretiner und Ko-Vorsitzender der Konferenz der höheren Ordensoberen auf den Philippinen (CMSP).
Am 4. Oktober 2024 ernannte ihn Papst Franziskus zum Bischof von Cubao. Der Erzbischof von Manila, Jose F. Kardinal Advincula, spendete ihm am 3. Dezember desselben Jahres in der Kathedrale Immaculate Conception in Quezon City die Bischofsweihe; Mitkonsekratoren waren der Bischof von Tagbilaran, Alberto Uy, und der emeritierte Bischof von Cubao, Honesto Ongtioco. Sein Wahlspruch Misericordes sicut Pater („Barmherzig wie der Vater“) stammt aus Lk 6,36 .

## Schriften
- The office of the Provincial Superior according to the proper law of the Congregation of Missionaries sons of the Immaculate Heart of the B.V.M. (Claretian Missionaries) in the light of the Universial Law. Pontificia Università Lateranense, Rom 2003, OCLC 949027341.
- Canonical issues related to religious life: 200 practical questions and answers. Claretian Publications, Quezon City 2005, ISBN 978-971-0307-17-3.
- Non-Collegial Acts in Religious Institutes: A Study of Canons 127 §§ 1–3 and 665 § 1. In: Philippine Canonical Forum. Band 7, 2005, S. 91–112.
- Duties, Rights, and Faculties of Provincial Superiors in Clerical Religious Institutes According to the New Code of Canon Law in the Light of the Tria Munera of the Church. In: Philippine Canonical Forum. Band 8, 2006, S. 163–188.
- Charism and Foundation: Canonical Aspects in the Establishment of Institutes of Consecrated Life. In: Philippine Canonical Forum. Band 9, 2007, S. 29–50.
- Elias Ayuban, Javier Gonzalez: Procedures and formularies for religious institutions. Canon Law Society of the Philippines, Manila 2011, ISBN 978-971-95071-0-9.
- Selected canonical issues related to religious life: practical cases, questions and answers. Claretian Publications, Quezon City 2016, ISBN 978-6-21800967-7.